# Шереметев, Николай Васильевич
Николай Васильевич Шереметев (5 марта 1804, с. Богородское Горбатовского уезда Нижегородской губернии—6 февраля 1849, Нижний Новгород) — член Северного общества декабристов. Из дворянской линии рода Шереметевых.

## Биография

### Происхождение
Николай Васильевич Шереметев родился в семье генерал-майора Василия Сергеевича Шереметева (1752—1831) и его супруги Татьяны Ивановны, урождённой Марченко (1770—1830). По линии отца — потомок Василия Петровича, брата знаменитого фельдмаршала графа Бориса Петровича. Мать была дочерью небогатого полтавского майора. Этот брак наделал много шума в свете. Н. Н. Бантыш-Каменский писал князю Куракину: 
Противны вам, как вижу из письма от 23 октября, две свадьбы Шереметева и Новосильцева. Но первая извинительна. Может быть, он не хотел делать параду из своей жены: полтавка может быть ему вернее, послушнее и неразорительнее. Когда цари наши разделяли ложе своё с пленницами, велико ли, когда подданные их брачатся с мещанками, в добронравии воспитанными? Свет ныне так испорчен, что, может быть, потомки наши будут себе искать невест в Камчатке. Шереметева уже здесь: все её хвалят, да кто же? Женщины и девы. Все отдают ей справедливость. Одно только наречие её дико, но в прекрасных устах..
Однако, этот союз был счастливым. Супруги имели 4 сыновей (Сергея, Василия, Петра, Николая) и 2 дочерей (Наталью, супругу Дмитрия Обрескова, и Юлию, супругу Василия Александровича Шереметева).

Получил домашнее образование. Татьяна Ивановна писала о сыне:
Николаша велик же довольно, только Христос с ним, толстой больно, учится очень хорошо и характера очень доброго..

### Служба
Позднее продолжил образование в Пажеском корпусе, откуда был выпущен в 1823 году прапорщиком в Лейб-гвардии Преображенский полк. За принадлежность к тайному обществу 20 апреля 1826 года Н. В. Шереметев переведен из гвардии на Кавказ, в 43-й егерский полк. В начале 1827 года переведён в ширванский пехотный полк, в мае — в Лейб-гвардии Сводный полк. Шереметев участвовал в боях за Аббасабад, Сардарабад, Эривань. Командующий Кавказским корпусом Паскевич сообщал Николаю I, что подпоручик Шереметев в «делах против неприятеля проявил неустрашимость». Произведён в поручики. В июле 1828 года вместе с полком покинул Кавказ.
17 декабря 1832 года в чине штабс-капитана Лейб-гвардии Московского полка уволен от службы.

### Последние годы
После отставки поселился в своем имении Николаевка. Занимался благотворительностью, был попечителем Нижегородского александровского дворянского института и губернской гимназии. Избирался нижегородским губернским предводителем дворянства в 1846—1848 годы (после своего брата Сергея). С 23 марта 1847 года — статский советник. Умер в Нижнем Новгороде и был похоронен в фамильном склепе в селе Богородском Горбатовского уезда под алтарём Успенской церкви.
Женат не был и потомства не оставил.

## Северное общество
В 1825 году Н. В. Шереметев был принят в состав Северного общества А. М. Муравьёвым. Вероятно, деятельного участия в работе общества не принимал. Во время восстания 14 декабря 1825 года оставался в полку. Родственница Шереметева — Варвара Петровна Шереметева, урождённая Алмазова, — писала:
говорят, что молодой Шереметев — Николай в этом адском заговоре; я этому не верю; он получил слишком возвышенное воспитание и у него слишком много чувств, чтобы якшаться с этими мерзавцами и в особенности слишком много религии, потому что всё это общество совершенно неверующее, ни во что не верят…

20 декабря 1825 года Николай Шереметев был арестован. Император Николай I лично сообщил об этом его брату Сергею, отправив того к родителям с сообщением о задержании младшего сына. Позднее Василия Сергеевича посетил великий князь Михаил Павлович. Он сообщил Шереметевым, что «… именно потому, что он принадлежит к такому семейству, как вашему» не наказать его не могут, «потому что, ежели он простит Шереметева, он не будет иметь права наказывать других» Однако, сам император считает, « что он не включен в несчастный заговор, то что он, как ребёнок, попался в сети. Он позволил записать своё имя в тайное общество и поступил противозаконно, потому что он присягал не принадлежать ни к какому тайному обществу, ни к ложе». Да и великий князь сообщил, что любит его «не меньше прежняго». Всё это позволило Василию Сергеевичу простить сына, от которого собирался отречься: 
Если мой сын в этом заговоре, я не хочу более его видеть и даже первый Вас прошу его не щадить. Я бы и сам пошел смотреть, как его будут наказывать. С тех пор, что существую, я был верным подданным моему Государю и всему его семейству; никогда ни в какой истории не участвовал против Государя и законов
По разрешению императора Николай Шереметев был привезён в дом отца для прощания с родственниками. Позднее Сергей Шереметев препроводил брата к коменданту, откуда 25 декабря 1825 года был отправлен в Кронштадтскую крепость. Освобожден 5 февраля 1826 года.
27 марта 1826 года по высочайшему повелению переведён на Кавказ.